# Bidens teikiteetinii
Bidens teikiteetinii là một loài thực vật có hoa trong họ Cúc. Loài này được J.Florence & Stuessy mô tả khoa học đầu tiên năm 1988.